# Martin Lindqvist (skådespelare)
Per Martin Lindqvist, egentligen Per Martin Iliou, född Lindqvist den 27 maj 1978 på Lidingö, är en svensk skådespelare.

## Biografi
Martin Lindqvist är född och uppvuxen på Lidingö i Stockholms län; 1994 avled hans mor och sex år senare hans far.
Han har gjort rollen som Klimpen i TV-serien Bert (1994) och filmen Bert – den siste oskulden (1995). År 1995 spelade han Kenta i TV-serien Nattens barn och 1996 Sluggo i filmen Vinterviken. Han har senare medverkat i kortfilmerna Fristad (1999) och Jävla skit (2003). Han medverkar även i den nya filmen Berts dagbok (2020), där han spelar Klimpens pappa. 
Martin Iliou (f.d Lindqvist) hade en YouTube-kanal ihop med sin dåvarande flickvän med över 12 000 prenumeranter.

## Filmografi
- 1989 – Pippi Pelikan (TV-serie)
- 1994 – Bert (TV-serie)
- 1995 – Bert – den siste oskulden
- 1995 – Nattens barn (TV-serie)
- 1996 – Vinterviken
- 1999 – Fristad
- 2003 – Jävla skit!
- 2020 – Jag är Klimpen, motherfucker!
- 2020 – Berts dagbok